# Ježeprosina
Ježeprosina je naseljeno mjesto u općini Konjic, Federacija Bosne i Hercegovine, BiH.

## Stanovništvo

### 1991.
Nacionalni sastav stanovništva 1991. godine, bio je sljedeći:
ukupno: 69
- Muslimani – 69

### 2013.
Nacionalni sastav stanovništva 2013. godine, bio je sljedeći:
ukupno: 22
- Bošnjaci – 20
- ostali, neopredijeljeni i nepoznato – 2

## Vanjske poveznice
- Satelitska snimka  Arhivirana inačica izvorne stranice od 20. veljače 2021. (Wayback Machine)